# Montorio
Montorio es un municipio y localidad española de la provincia de Burgos, en la comunidad autónoma de Castilla y León, comarca de Odra-Pisuerga, partido judicial de Burgos. Desde 2017, el municipio se encuentra incluido en el Geoparque Las Loras, el primer geoparque de la Unesco en Castilla y León.

## Geografía
Está situada a unos 30 km de Burgos.
Geográficamente, el término de Montorio, se sitúa en un espacio de transición, o enlace, entre la vertiente meridional de la Cordillera Cantábrica y el extremo septentrional de la Depresión del Duero. 
Confina el TÉRM. N. Nidáguila; E. Quintanilla-Sobresierra; S. Huérmeces, y O. La Nuez de Arriba.
La red fluvial en Montorio pertenece a la cuenca hidrográfica del Duero, con los ríos Úrbel y Ubierna como cursos principales que vierten sus aguas al río Arlanzón (afluente del Pisuerga y éste, a su vez, del Duero).

### Ubicación
| Noroeste: Úrbel del Castillo y Valle de Sedano | Norte: Valle de Sedano                   | Noreste: Valle de Sedano y Merindad de Río Ubierna |
| Oeste: Úrbel del Castillo y Huérmeces          |                                          | Este: Merindad de Río Ubierna                      |
| Suroeste: Huérmeces                            | Sur: Huérmeces y Merindad de Río Ubierna | Sureste: Merindad de Río Ubierna                   |

## Naturaleza
Hábitats naturales de interés prioritario
El ZEC Riberas del Río Arlanzón y afluentes, en su tramo coincidente con el río Úrbel a su paso por el término municipal de Montorio y los hábitats que lo integran quedan protegidos como suelo rústico con protección natural; por lo que se satisface este requerimiento legislativo.
Red Natura 2000
El término municipal de Montorio se encuentra atravesado por el ZEC ES4120072 Riberas del Río Arlanzón y afluentes a lo largo de 27,32 ha; lo que supone aproximadamente un 1% de la superficie total del municipio. Además el municipio se encuentra situado a escasa distancia del LIC ES4120093 Humada-Peña Amaya y de la ZEPA ES0000192 Humada-Peña Amaya.

## Historia
Originariamente Montorio tenía el nombre de Monte Aureo. Así aparece en sus dos primeras referencias documentales: un documento fechado el 6 de mayo de 968 y en otro del 10 de abril de 1077.

Lugar con doble jurisdicción ya que formaba parte de la Cuadrilla del Tozo en el Partido de Villadiego, con jurisdicción de señorío siendo su titular el Duque de Frías, alcalde pedáneo, y también de la Jurisdicción de Haza de Siero  en del Partido de Castrojeriz de señorío con alcalde honorario. En la Intendencia de Burgos, durante el periodo comprendido entre 1785 y 1833, en el Censo de Floridablanca de 1787.
Siglo XIX

Montorio: l. con ayunt. en la prov., dióc., aud. terr. y c. g. de Burgos (5 leg.), part. jud. de Villadiego (4 1/2). SIT. en un hondo circundado de alturas en todas direcciones, con CLIMA un tanto frío; reinan los vientos N. y O., siendo los constipados las enfermedades más comunes. Tiene 80 CASAS con la consistorial; una escuela frecuentada por 30 niños y dotada con 650 rs.; 2 fuentes inmediatas a la pobl. y 30 en el térm., todas de aguas cristalinas y de buen gusto; una igl. parr. matriz (San Juan Bautista) servida por un cura párroco, un medio racionero y un sacristán; y por último 2 ermitas (San Roque y Ntra. Sra. de la Merced) en el térm., la primer a próxima al pueblo y la otra en un alto al E. de aquel. Confina el TÉRM. N. Nidáguila; E. Quintanilla Sobresierra; S. Huérmeces, y O. Nuez de Arriba. El TERRENO es arenisco, arcilloso y de todas calidades; le baña el r. Úrbel, de curso perenne, que nace en Fuente-Úrbel y sobre el cual existen 3 puentes de madera: al N. se encuentra un monte titulado Gordo, y otro al S. llamado las Mesas, CAMINOS: los que dirigen a Burgos, Reinosa y Villadiego. La CORRESPONDENCIA se recibe en este último pueblo por los mismos interesados, PROD.: trigo, alaga, mocho, centeno, cebada, yeros, titos y yerba de prados naturales; ganado vacuno, lanar, yeguar, de cerda y asnal; caza de perdices, liebres, codornices, tórtolas y chorlas, y pesca de anguilas, truchas, cachos y cangrejos en abundancia, IND.: la agrícola, 3 molinos harineros en buen estado y una fáb. de tejas, ladrillos y cal. POBL.: 56 vec, 141 alm. CAP. PROD.: 900,810 rs. IMP.: 84,840. CONTR.: 5,345 rs. 6 mrs. El PRESUPUESTO MUNICIPAL asciende a 1,500 rs., que se cubren con los fondos de propios y reparto vecinal. 
Diccionario geográfico-estadístico de España y sus posesiones de Ultramar, Pascual Madoz. Madrid, 1845

## Demografía
Montorio cuenta con una población de 149 habitantes (INE 2024).
| Gráfica de evolución demográfica de Montorio entre 1842 y 2021                                                      |
| |
| Población de derecho según los censos de población del INE Población de hecho según los censos de población del INE |

## Economía
La economía local se basa fundamentalmente en los sectores agrario y minero;  agricultura de cereal y patata y minería de extracción de áridos y arenas.

## Transportes
Montorio se encuentra a los pies de la carretera N-627 en dirección a Aguilar de Campoo (provincia de Palencia).

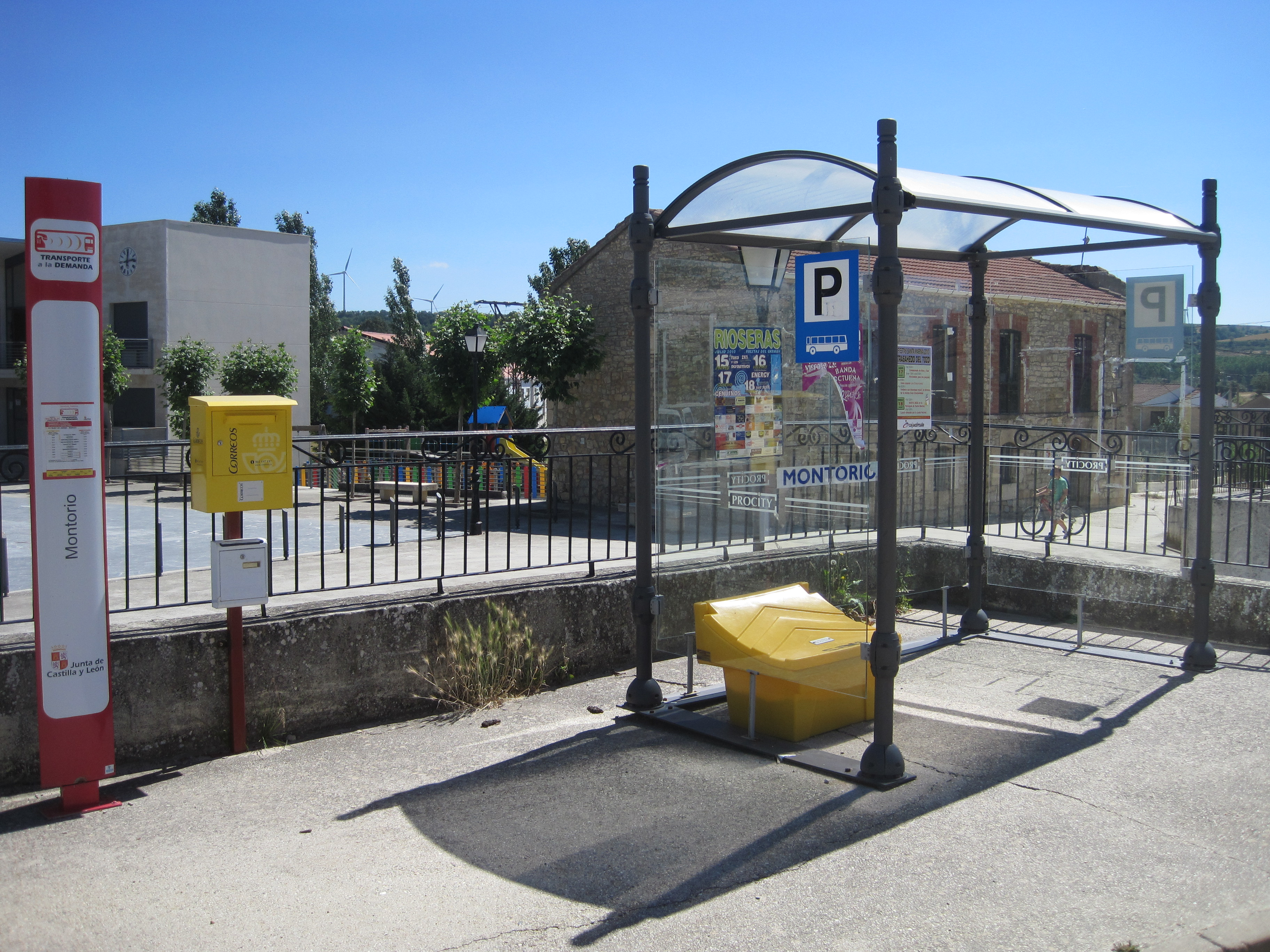
Parada de transporte público.

Existe una parada de transporte público en la plaza de la localidad.

## Administración y política
CORPORACIÓN MUNICIPAL
Alcalde:
- Faustino Serna Prieto (PSOE)

Concejales:
- Moisés Rodero Aparicio (PSOE)
- Beatriz Pérez Castrillo (PSOE)
- César Serna Serna (PP)
- Valentín Alonso Porras (PP)

Resultados elecciones municipales de 2023
- Alcalde (2023 - 2027): Faustino Serna Prieto (Psoe)

| Candidatura | Votos       | Concejales |
| ----------- | ----------- | ---------- |
| PSOE        | 53 (51,46%) | 3          |
| PP          | 49 (47,57%) | 2          |

Total votantes: 107 (86,29%)
Abstención: 17 (13,07%)
Votos nulos: 4 (3,73%)
Votos en blanco: (0,0%)

## Cultura

### Patrimonio

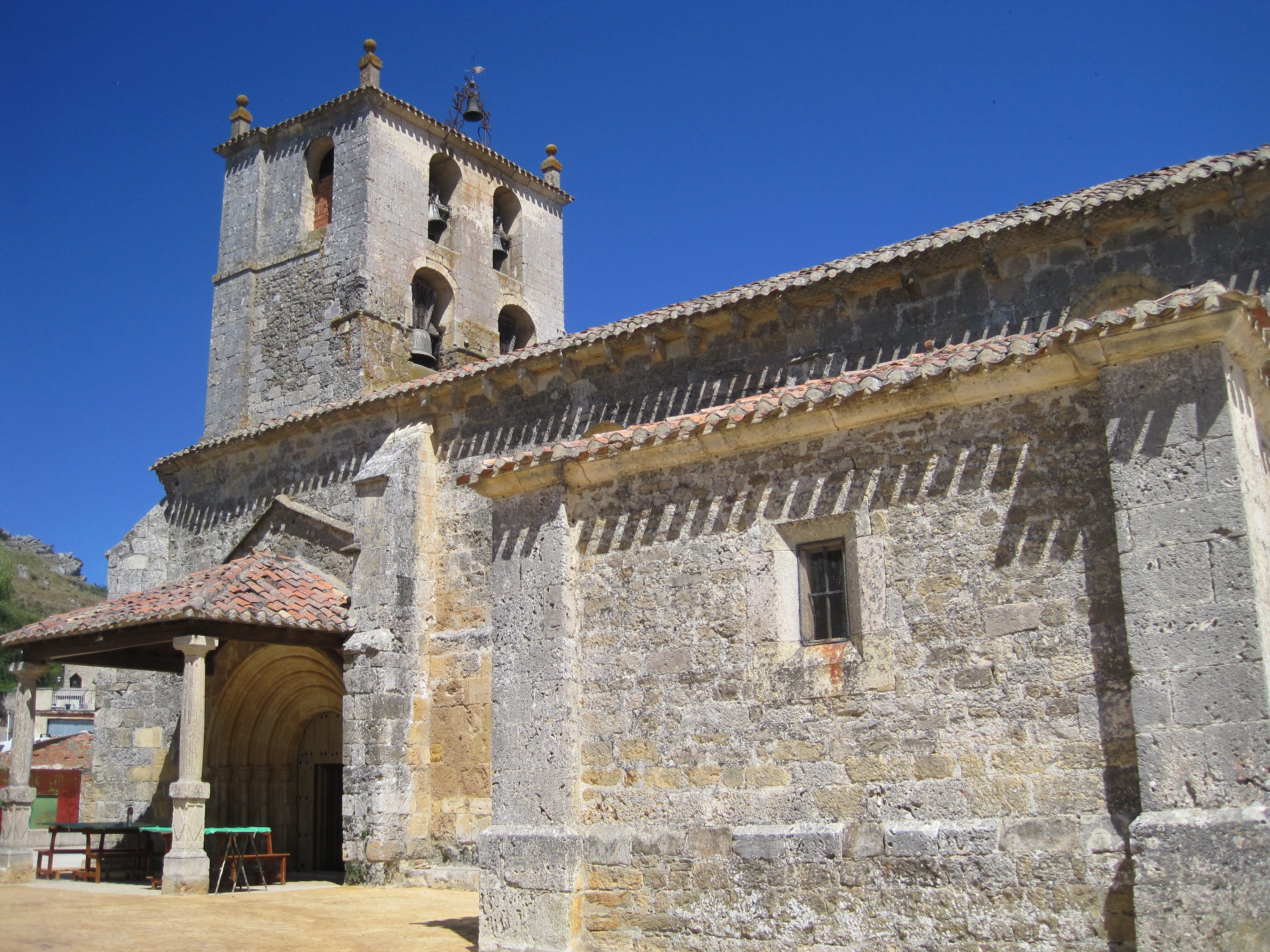
Iglesia parroquial de Montorio

El municipio cuenta con un amplio patrimonio rural, sobre todo en torno a la arquitectura religiosa.
Iglesia de San Juan Bautista
Se trata de un templo construido en el siglo XVII, aunque de traza románica (como la puerta de acceso, que aún se conserva en buen estado).
Ermita
Situada junto al camino a Quintanilla Sobresierra, en el paraje de la Fuente del Francés, se encuentra la ermita de Las Mercedes.  La ermita es un edificio del siglo XVIII y tiene aneja la casa del ermitaño; un ermitaño vivió con su familia en dicha casa hasta mediados del siglo XX.  Cada 24 de septiembre, festividad de la Virgen, se realiza una romería a la ermita.
Esta ermita es el punto de encuentro de la Romería de Nuestra Señora de las Mercedes, celebrada 
durante las fiestas patronales, a finales de septiembre.
Arquitectura tradicional
Existen numerosas viviendas que han pervivido.
Vías pecuarias

En el término municipal de Montorio se encuentra clasificada la Vía Pecuaria denominada “Cañada-Colada de Merinas” procedente de los vecinos términos municipales de Huérmeces y Merindad de Río Ubierna en su anejo de Castrillo de Rucios; la vía pecuaria citada posee una anchura de 75 metros, excepto en las zonas más próximas al núcleo urbano de Montorio, donde la citada anchura se reduce y su longitud aproximada dentro de este término es de unos 7.500 metros; siendo su dirección S-NW.

### Fiestas
- 24 de septiembre - Nuestra Señora de las Mercedes
- 24 de junio - San Juan Bautista
- Agosto: Semana Cultural